# Koretište
Koretište (en serbocroata: Koretište / Коретиште) o Koretishtë (en albanés: Koretishtë) es un pueblo en el municipio de Novo Brdo del distrito de Pristina de Kosovo. Koretište es uno de los enclaves serbios en Kosovo. 

## Geografía
Koretište es un pueblo a unos 1,5 km al noroeste de Gnjilane. 

## Historia
El pueblo se menciona por primera vez en un registro fiscal otomano (defter) de 1455 con el nombre de Pasjan, dentro del valiato de Vuk, que abarca la mayor parte del antiguo territorio de Vuk Branković.En ese momento el pueblo estaba poblado por un sacerdote y 14 casas.En el mapa de Austria de 1689 está registrado con el nombre de Koretište.
La tarde del 12 de enero de 1989 se celebró en Koretište una reunión de ciudadanos en señal de protesta contra la violencia de los albaneses y por la amarga experiencia de los campesinos serbios con el municipio gobernado por los albaneses. Después de la guerra de Kosovo, alrededor de un centenar de serbios abandonaron el pueblo, tres de ellos perdieron la vida y varios fueron heridos y golpeados.

## Demografía
La evolución demográfica de Koretište entre 1948 y 2011 fue la siguiente:
| 896                                                 | 941 | 1144 | 1240 | 1198 | 1225 | 530 |
| (Fuente: Population of Kosovo since Yugoslav times) |     |      |      |      |      |     |

Según el censo de 2011 (boicoteado parcialmente por los serbios), los serbios representaban el 88,7% de la población (470 personas); y los albaneses, el 11,32% (60 personas).

## Infraestructura

### Arquitectura, monumentos y lugares de interés
En el territorio del pueblo se encuentra el yacimiento de Gračanica, cuyos restos datan de los siglos III-V; mencionado por la Academia de las Artes y de las Ciencias de Serbia e incluido en la lista de monumentos culturales de Kosovo.

### Educación
En el pueblo hay una escuela de ocho años, a la que asisten 250 estudiantes, y también hay un departamento de la escuela secundaria de economía y comercio a la que asisten unos 100 estudiantes.

### Transporte
Hay una carretera que une Koretište y Straža.